# Axwell House
Axwell House, también llamado Axwell Hall o Axwell Park, es una mansión y un edificio catalogado de Grado II*, situado en Axwell Park, Blaydon, Tyne and Wear, Inglaterra.
La casa y la finca circundante se desarrollaron en 1758 y fueron propiedad de los barones de Clavering hasta 1920, cuando se convirtió en una escuela irregular. Luego, a partir de 2005, pasó a un desarrollo general como nuevas casas y apartamentos, sin embargo, el plan de desarrollo no se completó. En 2018, después del fracaso anterior, la sala fue comprada por un empresario local, propietario de Trojan Scaffolding y Trojan Skips, Steven Parker, y desde entonces ha estado en desarrollo de construcción.

## Historia
James Clavering, un comerciante aventurero de Newcastle upon Tyne, adquirió una de las primeras casas señoriales en el sitio en 1629 por 1,700£ . En 1758, su descendiente Sir Thomas Clavering de los barones Clavering reemplazó la casa con una mansión sustancial y ayudó al arquitecto James Paine (1712-1789) en el diseño palladiano de la nueva casa. Los terrenos se diseñaron al estilo de Capability Brown. Las alteraciones fueron alrededor de 1818 por John Dobson.
La sala y los 60 acres (24,3 ha) se convirtió para su uso como Newcastle Ragged School en 1920. Inicialmente fue una Escuela Industrial y luego una Escuela Homologada. Tenía espacios para 153 niños y cerró en 1981.
Después de haber estado vacía, descuidada y deteriorada, fue adquirida en 2005 por los promotores inmobiliarios, Eight Property Ltd, para restaurarla y convertirla en apartamentos residenciales. La empresa construyó 27 apartamentos y casas alrededor del antiguo establo y está desarrollando la casa principal.

## Arquitectura
El edificio de piedra de tres plantas tiene un tejado de pizarra. La fachada sur tiene un frontón de tres tramos.
Fue designado como edificio catalogado en 1985.
También se enumeran algunos de los muros y balaustradas, al igual que el puente de piedra arenisca de finales del siglo XVIII o principios del XIX 280 metros (306,2 yd) al sur de la casa.
La finca anexa tiene un palomar de finales del siglo XVIII o principios del XIX. Los terrenos también incluían una lechería, una huerta amurallada y establos.